# Irwin Abrams
Irwin Martin Abrams (24. února 1914 – 16. prosince 2010) byl profesorem historie na Antioch College, průkopník v oblasti výzkumu míru a globální autorita na Nobelovu cenu míru. Jeho kniha, The Nobel Peace Prize and the Laureates, poprvé publikovaná v roce 1988 a následně aktualizovaná a revidovaná, je považována za autoritativní referenční práci na toto téma.

## Životopis
Vystudoval Lowell High School v prosinci 1930 ve věku 16 let. Získal bakalářský titul na Stanford University a magisterský a Ph.D. z Harvard University. V letech 1936-37 cestoval po Evropě a dělal výzkum pro svou disertaci. Setkal se s mnoha vůdci a učenci mezinárodního mírového hnutí a získal řadu dosud neznámých podkladů. Jeho disertace, A History of European Peace Societies, 1867-1899, vyhrála Charles Sumner Peace Prize, a přestože nebyla nikdy zveřejněna, je nazývána nejvíce citovanou nepublikovanou disertací v historii.
Narozen jako Žid, se Abrams stal kvakerem na konci 30. let, inspirovaný zčásti svým výzkumem a přátelstvím s britským filozofem Geraldem Heardem a dalšími. Později napsal, že vstup do Společnosti přátel byl posledním krokem v odklonu od liberálního humanismu směrem k ideálu pacifismu a nenásilí.
Během druhé světové války spolupracoval s American Friends Service Committee (AFSC) ve Filadelfii. Během této doby jeho manželka Freda, kterou si vzal v roce 1939, zůstala doma s jejich dvěma malými dětmi, Davidem a Carole. Třetí dítě, James, se narodilo o několik let později.
Rodina se přestěhovala do Yellow Springs v Ohiu v roce 1947, kdy se Abrams připojil k fakultě Antioch College. Řádným profesorem se stal v roce 1951, význačným univerzitním profesorem v roce 1979, a emeritním o dva roky později.
Po odchodu do důchodu publikoval první z několika knih o Nobelově ceně za mír. Byl oceněn při mnoha příležitostech kolegy a bývalými studenty. V roce 1997 obdržel čestný doktorát Antioch University a získal řadu dalších ocenění.

## Dílo
- The Nobel Peace Prize and the Laureates: An Illustrated Biographical History (G.K. Hall, 1988; Science History Publications, 2001)
- Words of Peace (Newmarket Press, 1994)
- Nobel Lectures in Peace, 1971-1995 (World Scientific, 1997)
- The Iraq War and Its Consequences spoluautor Wang Gungwu (World Scientific, 2003)
- Nobel Lectures in Peace, 1996-2000 (World Scientific, 2005)
- Nobel Lectures in Peace, 2001-2005 spoluautor Scott London (World Scientific, 2009)